# 閃乱カグラ Burst -紅蓮の少女達-
『閃乱カグラ Burst -紅蓮の少女達-』（せんらんカグラ バースト ぐれんのしょうじょたち）は、マーベラスAQL（のちのマーベラス）より2012年8月30日に発売されたニンテンドー3DS用ゲームソフト。アメリカでは2013年11月14日、ヨーロッパでは2014年2月27日に発売。

## 概要
2011年に発売された『閃乱カグラ -少女達の真影-』の続編で、前作『少女たちの真影』に登場した秘立蛇女子学園のメンバーが主役となっている。新たな調整（更衣室の立体視化など）を施した前作シナリオ（「半蔵編」。本作のメインストーリーは「蛇女編」）が全編収録されており、厳密には前作の完全版といった作品となっている。蛇女編の大まかな物語の流れは半蔵編に近いが、展開はパラレルで超秘伝忍法書に巡る騒動と決戦の経緯も異なる。物語上の続編は『2』ではなく『VERSUS』シリーズとなる。
2017年にPlayStation 4にてHDリメイクが行われることを発表、『閃乱カグラ Burst Re:Newal』のタイトルで2018年2月22日に発売された。続編一部のプレイアブルキャラクターはDLCとして配信。
アジアにおいても、セガゲームスが2018年に『閃乱カグラ Burst Re:Newal』を、繁体中文版・ハングル版に翻訳した上で発売する予定。

## ゲームシステム
前作同様、三つのパートでストーリーが進む。他に多彩なアクションやクエスト、新たな新技を加え、前作である『閃乱カグラ -少女達の真影-』シナリオも丸々一本で収録されている。

### 『Re:Newal』主な変更点
- システムは『ESTIVAL VERSUS -少女達の選択』に準じるものに一新されたため、内容は3Dアクションになった一方、「空中秘伝忍法」など一部のシステムが削除されている。
- 絶・秘伝忍法の使用条件は「忍法アイコンが3本」。設定変更によって即時解禁することも可能。
- 特定キャラクター（雪泉、飛鳥、雅緋、焔、両姫、日影）の覚醒形態は独立したキャラクターではなく絶・秘伝忍法の効果。
- 忍務のキャラクター勢力制限がなくなり、「蛇女（紅蓮）メンバーで半蔵編任務を遊ぶ」または「半蔵（真影）メンバーで蛇女編任務を遊ぶ」も可能になった。
- DLCで雪泉と雅緋、それぞれが主役の特別忍務「SHINOVI VERSUS 前日譚」氷王編と深淵編が追加。

## 登場人物

### 秘立蛇女子学園（ひりつへびじょしがくえん）
焔（ほむら）
声 - 喜多村英梨
秘立蛇女子学園2年生。誕生日：1月3日。年齢：17歳。血液型：B型。身長163cm。スリーサイズ：B87/W57/H85。
詠（よみ）
声 - 茅野愛衣
秘立蛇女子学園2年生。誕生日：2月10日。年齢：17歳。血液型：B型。身長160cm。スリーサイズ：B95/W58/H90。
日影（ひかげ）
声 - 白石涼子
秘立蛇女子学園3年生。誕生日：9月9日。17歳。血液型：O型。身長160cm。スリーサイズ：B85/W57/H85。
未来（みらい）
声 - 後藤沙緒里
秘立蛇女子学園1年生。誕生日：12月28日。15歳。血液型：A型。身長150cm。スリーサイズ：B62/W48/H59。
春花（はるか）
声 - 豊口めぐみ
秘立蛇女子学園3年生。誕生日：7月20日。18歳。血液型：AB型。身長169cm。スリーサイズ：B99/W55/H88。

### 国立半蔵学院（こくりつはんぞうがくいん）
飛鳥（あすか）
声 - 原田ひとみ
国立半蔵学院の2年生。誕生日：9月8日。年齢：17歳。血液型：A型。身長155cm。スリーサイズ：B90/W57/H85。
斑鳩（いかるが）
声 - 今井麻美
国立半蔵学院の3年生。誕生日：7月7日。年齢：18歳。血液型：A型。身長168cm。スリーサイズ：B93/W59/H90。
葛城（かつらぎ）
声 - 小林ゆう
国立半蔵学院の3年生。誕生日：11月5日。年齢：17歳。血液型：B型。身長165cm。スリーサイズ：B95/W57/H90。
柳生（やぎゅう）
声 - 水橋かおり
国立半蔵学院の1年生。誕生日：12月23日。年齢：15歳。血液型：O型。身長158cm。スリーサイズ：B85/W60/H83。
雲雀（ひばり）
声 - 井口裕香
国立半蔵学院の1年生。誕生日：2月18日。年齢：15歳。血液型：B型。身長160cm。スリーサイズ：B80/W55/H73。
霧夜（きりや）
声 - 藤原啓治
国立半蔵学院・忍クラスの教師で飛鳥たちの担任。誕生日：5月5日。40歳。血液型：A型。身長185cm。
大道寺（だいどうじ）
声 - 浅川悠
国立半蔵学院の伝説の先輩。誕生日：11月11日。25歳。血液型：B型。身長170cm。スリーサイズ：B100/W58/H98。
半蔵（はんぞう）
声 - 山本兼平

### その他
村雨（むらさめ）
声 - 山本兼平
名門の忍一族の一人息子で、斑鳩の義兄。
竜胆（りんどう）
秘立蛇女子学園の新忍。漫画『紅蓮の蛇』のキャラクターだが、蛇女編では同名（カタカナ表記）の依頼人が存在する。
姫椿（ひめつばき）
秘立蛇女子学園の新忍。漫画『紅蓮の蛇』のキャラクターだが、蛇女編では愛称が同じ（カタカナ表記）の依頼人が存在する。

### 『Burst』新登場キャラクター
鈴音の正体のみはプレイヤーキャラクター、他の2人は新登場または名前判明したサブキャラクター。また、一部の前作サブキャラクターが任務説明の依頼人（蛇女編は鈴音のみではなくその任務の相関キャラ）としてのみ登場。前作登場キャラクター達の設定は変らないが、日影と春花の過去は蛇女編しか明かさない。（詳しくは前作の項目を参照）
鈴音（すずね）
声 - 三森すずこ
秘立蛇女子学園の教師。誕生日：9月30日。26歳。血液型：A型。身長160cm。スリーサイズ：B97/W57/H90。
とてもセクシーだが常にクールで、その実力は特上忍クラス。生徒たちには苛烈な厳しさで接しているが、身の丈に合わない無謀な訓練を嫌い生徒の安全に気を配っていると思しき行動もある。秘立蛇女子学園に来た背景など一切不明だが、実力もあり蛇女自体がそういった経歴の持ち主が来ても気にしないところなので問題ないことになっている。
蛇女編での事件終結後、最後の試練として焔たちの前に立ちはだかる。一定条件を満たすと使用可能、本作は大道寺と同様、最初から忍転身状態で戦う。
正体は霧夜の元生徒凛（りん）だが、『Burst』の時点ではある程度のヒント（凛戦の任務名、ボイステストの台詞、発売まで伏せられていた声優名など）しかなく、最後まで明言されていなかった。
日向（ひなた）
8歳の日影が身を寄せていった盗賊団のリーダー。ストリートファッションに身を包み、モデルのような容姿をしていた20代の女性。今の日影のように、戦い方は愛用のナイフで容赦なく敵を切り刻む。
日影と同じく養護施設の脱走者であり、当時では唯一、感情がない日影を普通に接する人物。日影にとっては憧れの存在だった。
盗賊団が分裂した際、日向は敵対グループとの交渉を試すも殺され、数日後に日影が商店街の裏路地で彼女の無惨な死体を発見した。形見となったナイフは日影に受け継がれることになる。
道元（どうげん）
秘立蛇女子学園の謎の出資者。学園のスポンサーとして最大級の投資を行っており、さらに忍具や教材などの必要物資の援助を惜しんでいないが、善忍とのつなぎもあると言われる。
実は超秘伝忍法書にめぐる騒動の黒幕。半蔵と蛇女を戦わせて、2本の超秘伝忍法書と焔ら選抜クラスの5人利用して、怨楼血の復活を目論む。彼自身も忍であり、蛇女編では雲雀を傀儡の術で操るなど高い実力を持つと思われる。
半蔵編では彼と思しき人物が終盤で登場、斑鳩は彼を見逃すしかなかったが、蛇女編では焔に殺された（後の『SV』では生き延びだと判明）。この行動がきっかけで焔たちの人生が大きく変わることになる。

### 『Re:Newal』新登場キャラクター

#### 秘立蛇女子学園
『Re:Newal』のDLCとして参戦、雅緋のみが専用シナリオが用意される。元々は『VERSUS』シリーズの登場人物。
雅緋（みやび）
声 - 平田宏美
『VERSUS』シリーズのもう一人の主人公。秘立蛇女子学園の3年生。誕生日：8月15日。年齢：21歳。血液型：B型。身長169cm。スリーサイズ：B90/W56/H87。
紫（むらさき）
声 - 矢作紗友里
秘立蛇女子学園の2年生。誕生日：10月26日。年齢：16歳。血液型：A型。身長161cm。スリーサイズ：B105/W59/H88。
忌夢（いむ）
声 - 斎藤千和
秘立蛇女子学園の3年生。誕生日：6月9日。年齢：21歳。血液型：AB型。身長157cm。スリーサイズ：B88/W60/H82。
両備（りょうび）
声 - 日笠陽子
秘立蛇女子学園の1年生。誕生日：1月19日。年齢：16歳。血液型：O型。身長160cm。スリーサイズ：B69/W56/H90。忍転身後:B95/W56/H90。
両奈（りょうな）
声 - MAKO
秘立蛇女子学園の1年生。誕生日：1月19日。年齢：16歳。血液型：O型。身長160cm。スリーサイズ：B98/W56/H88。

#### 死塾月閃女学館（しじゅくげっせんじょがっかん）
『Re:Newal』ではDLCとして参戦、雪泉のみが専用シナリオが用意される。元々は『VERSUS』シリーズの登場人物。
雪泉（ゆみ）
声 - 原由実
『VERSUS』シリーズの主人公。死塾月閃女学館の3年生。誕生日：12月31日。年齢：18歳。血液型：A型。身長167cm。スリーサイズ：B92/W56/H84。
叢（むらくも）
声 - 金元寿子
死塾月閃女学館の3年生。誕生日：10月8日。年齢：18歳。血液型：B型。身長172cm。スリーサイズ：B96/W58/H85。
夜桜（よざくら）
声 - 石原夏織
死塾月閃女学館の2年生。誕生日：4月5日。年齢：16歳。血液型：O型。身長159cm。スリーサイズ：B90/W53/H82。
四季（しき）
声 - 山本彩乃
死塾月閃女学館の1年生。誕生日：3月25日。年齢：15歳。血液型：AB型。身長161cm。スリーサイズ：B95/W54/H83。
美野里（みのり）
声 - 五十嵐裕美
死塾月閃女学館の1年生。誕生日：2月14日。年齢：15歳。血液型：AB型。身長144cm。スリーサイズ：B86/W50/H75。
両姫（りょうき）
声 - 井上喜久子
両備と両奈の姉。誕生日：不明。年齢：17歳。血液型：不明。身長171cm。スリーサイズ：B94/W55/H89。

#### その他
『Re:Newal』でのDLCとして参戦、元々は『2』の登場人物。
神楽（かぐら）
声 - 松岡由貴
護神の民に守られた全ての妖魔を滅せし者。誕生日：不明（9月22日？）。年齢：不明。血液型：AB型。身長173cm。スリーサイズ：B95/W55/H87。
奈楽（ならく）
声 - 甲斐田裕子
護神の民の少女、キャッチフレーズは転生の珠を守る者。誕生日：7月15日。年齢：16歳。血液型：O型。身長151cm。スリーサイズ：B91/W56/H82。

## スタッフ
- キャラクターデザイン - 八重樫南
- 企画・原作・プロデュース - 高木謙一郎
- シナリオ - 北島行徳

## 主題歌

### 紅蓮の少女達
オープニングテーマ「紅蓮の掟目」
作詞 - 高木謙一郎 / 作曲 - 本山明燮 / 歌 - 焔（喜多村英梨）
エンディングテーマ「陽炎」
作詞・作曲 - 濱田智之 / 編曲 - 悠木真一 / 歌 - ARTERY VEIN

### Re:Newal
オープニングテーマ「燐廻」
作詞 - 高木謙一郎 / 作曲・編曲 - 本山明燮 / 歌 - 飛鳥（原田ひとみ）、焔（喜多村英梨）